# 2013-as cannes-i fesztivál

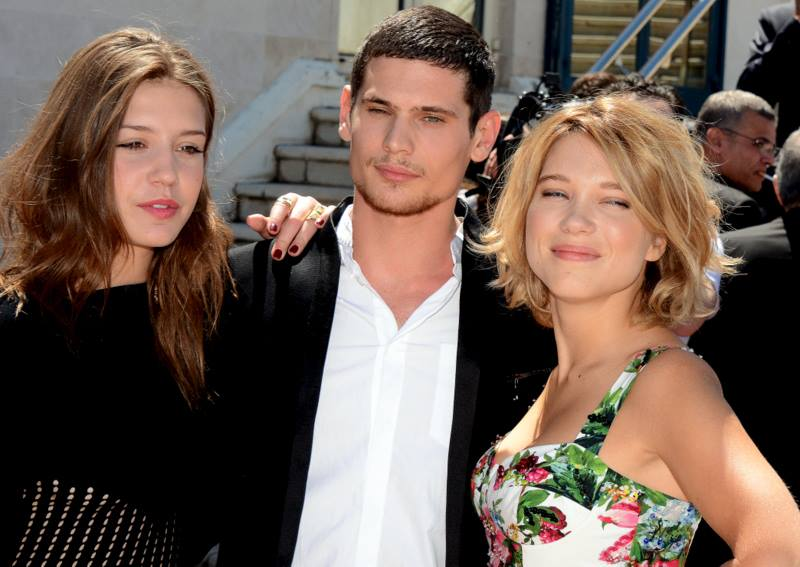
Az arany pálmás film főszereplői: Adèle Exarchopoulos, Jérémie Laheurte és Léa Seydoux

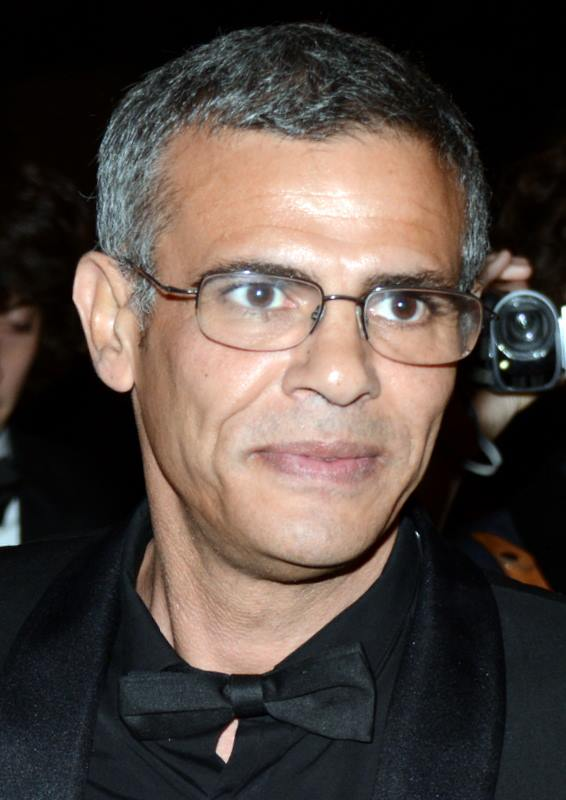
A fődíjas alkotás rendezője, Abdellatif Kechiche

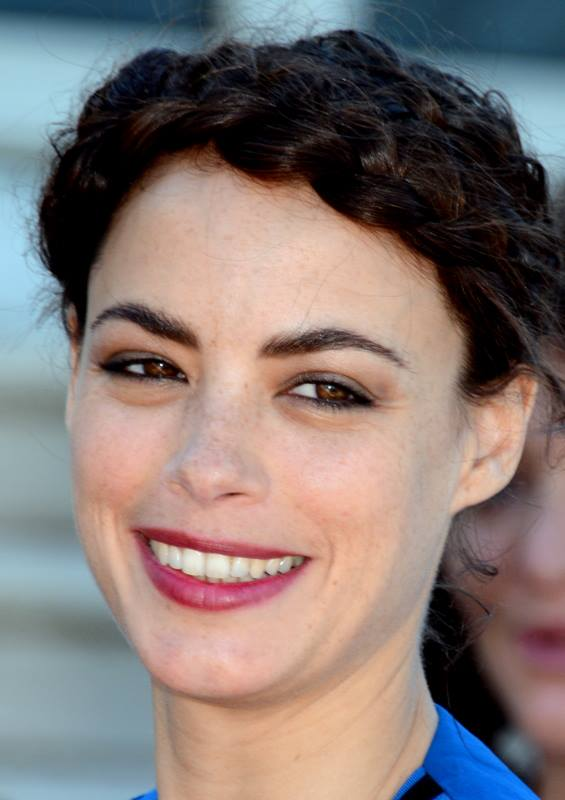
Bérénice Bejo, a legjobb színésznő

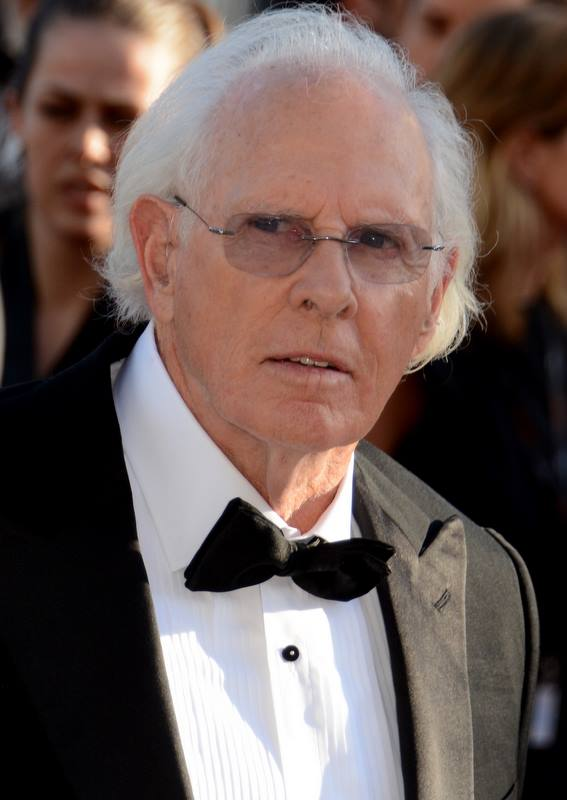
Bruce Dern, a legjobb színész

A 66. cannes-i fesztivált 2013. május 15. és 26. között rendezték meg, Steven Spielberg amerikai rendező, filmproducer elnökletével. A nyitó- és záróeseményének ceremóniamestere Audrey Tautou francia színésznő volt.
A fesztivál hivatalos válogatása nagyjátékfilmjeinek listáját 2013. április 18-án, a rövidfilmekét két nappal korábban hozták nyilvánosságra. A fesztiválszervezők tájékoztatása szerint a filmválogató bizottságok 2012 augusztusától összesen 1858 alkotást tekintettek meg, melynek eredményeként a versenyprogramban 20 nagyjátékfilm és 9 rövidfilm szerepelt; az Un certain regard szekcióba 18, a Cinéfondation keretében 18, míg versenyen kívül 8 új alkotást hívtak meg. A különféle tematikus vetítések  keretében további 40 filmmel tekinthettek meg a fesztivállátogatók. A párhuzamos rendezvények Kritikusok Hete szekciójában 7 nagyjátékfilmet, 10 rövidfilmet, valamint a különleges előadások keretében további 3 alkotást mutattak be; a Rendezők Kéthete szekcióban pedig 21 nagyjátékfilm, valamint 9 alternatív és fikciós kisfilm vetítésére került sor, köztük egy magyar kisjátékfilm is.

## A 2013-as fesztivál
A rendezvénysorozat nyitófilmje Baz Luhrmann A nagy Gatsby című, versenyen kívül vetített romantikus drámája volt, melynek főbb szerepeit Leonardo DiCaprio, Carey Mulligan, Isla Fisher, Tobey Maguire és Amitábh Baccsan játsszák. A filmnek egyben ez volt a világpremierje. A fesztiválzáró eseményen Jérôme Salle Orlando Bloom és Forest Whitaker főszereplésével Dél-Afrikában forgatott thrillerje, a Zulu vetítésére került sor.
A Un certain regard zsűrielnöke Thomas Vinterberg dán filmrendező, míg a Cinéfondation és a versenyprogram rövidfilmjeinek zsűrielnöke az 1993-as arany pálmás Zongoralecke új-zélandi rendezője, Jane Campion volt. Az Arany kameráért versengő mintegy 24 versenyfilmet (melyből 6 fiatal rendezőnők alkotása, s mindegyikük a hivatalos válogatásban szerepelt), az Agnès Varda francia filmrendező által vezetett zsűri értékelte.
Az Arany Pálmát a francia-tunéziai Abdellatif Kechiche Adèle élete – 1–2. fejezet című filmje nyerte el, egyhangú szavazással. A zsűri külön kiemelte, hogy a siker három nagyszerű művész munkájának köszönhető; ezért az Arany Pálma a rendezőn kívül kivételesen a két főszereplőt, Adèle Exarchopoulos és Léa Seydoux színésznőket is megilleti. A film egyben elnyerte a Filmkritikusok Nemzetközi Szövetsége (FIPRESCI) díját. A fesztivál nagydíját a Coen testvérek Llewyn Davis világa című zenés alkotása, míg a zsűri díját (egyben az ökumenikus zsűri külön dicséretét) a japán Koreeda Hirokazu filmdrámája, a A fiam családja kapta. A legjobb rendezés díja a mexikói Amat Escalante rendező-forgatókönyvíróé, Heli című filmdrámájáért. A legjobb forgatókönyv díját A bűn érintése című alkotásáért a kínai Jia Zhang Ke (Csia Csang Ko) vette át. A legjobb színésznő a francia Bérénice Bejo (A múlt), a legjobb színész pedig az amerikai Bruce Dern (Nebraska) lett. Az Arany Kamerát a Rendezők Kéthete szekcióban bemutatkozott szingapúri Anthony Chen vehette át, Ilo Ilo című filmjéért.
A fesztivál díszvendége Bollywood, illetve a nemzeti filmgyártásának 100. évfordulóját ünneplő India volt. Ugyancsak díszvendégként fogadták Kim Novakot, Alfred Hitchcock 1958-ban bemutatott Szédülés című pszichodrámájának főszereplőjét, a film restaurált kópiájának vetítése alkalmából, továbbá tisztelegtek a 87 éves amerikai színész-rendező Jerry Lewis előtt, az éppen befejezett Max Rose című film versenyen kívüli vetítésével, amelyben a művész egy, a felesége elvesztése után az élet ízére ismét rákapó idős férfit alakít.
Az előző évek gyakorlatának megfelelően a Cannes-i klasszikusok szekció keretében folytatódott a restaurált, részben remasterizált, hagyományos vagy digitalizált formátumú filmek bemutatása; vetítésük a jogtulajdonosok kívánságának megfelelően 35 mm-es film, DCP 2K vagy DCP 4K formátumban történt. A filmek zöme egyben valamilyen évfordulóhoz is kötődött, így alkalmat adott például a Kleopátra, a Szép május vagy A fuvaros bemutatójának 50., Az utolsó szolgálat vagy bemutatásakor a legzajosabb botrányt keltett A nagy zabálás 40., valamint Ozu Jaszudzsiró születésének 110. évfordulójának megünneplésére. Egy külön előadás keretében emlékeztek meg az 50 éve elhunyt sokoldalú francia művészről, Jean Cocteauról, akit különleges kapcsolat fűzött mind a filmhez, mind pedig a fesztiválhoz, melynek 1953-ban és 1954-ben elnöke is volt. Az előadáson levetítették az 1946-ban Josette Day és Jean Marais főszereplésével forgatott A Szép és a Szörnyeteg című fantasztikus filmjét, majd azt követően Arielle Dombasle Opium című zenés vígjátékát, melyben Cocteaunak és Raymond Radiguetnek az 1920-as évek elején folytatott szerelmi viszonyát dolgozta fel.
A hivatalos válogatás plakátján Paul Newman és hitvese, Joanne Woodward közös fotója volt látható Melville Shavelson 1963-as A New Kind of Love című filmjéből. „A film szellemét tökéletesen megtestesítő pár” digitálisan átdolgozott fekete-fehér képével a 2008-ban elhunyt színész emlékének adóztak. A rendezvényre Cannes-ba érkezett Joanne Woodward színésznő is.
 A hivatalos válogatásban 2013-ban a magyar filmművészetet nem képviselte alkotás. A Rendezők Kéthete párhuzamos szekcióba viszont meghívták Nagy Dénes 28 perces színes kisjátékfilmjét, a Lágy esőt, amely Tar Sándor azonos című novellájából készült. A Filmvásáron két – az előzetes válogatások során a versenyben is számításba vett – magyar filmet adtak el Cannes-ban: Szász János Agota Kristof azonos című, francia nyelvterületen rendkívül népszerű regényéből készült, A nagy füzet című, magyar-német-osztrák-francia koprodukciós filmjét francia, míg az elsőfilmes Császi Ádámnak az ébredő szexualitás megélésének drámáját bemutató Viharsarok című, magyar-német koprodukcióban forgatott alkotását amerikai, angol, francia és lengyel forgalmazásra. Magyar vonatkozásként megemlítendő, hogy a rövidfilmek versenye mellett 2004 óta megszervezett Short Film Corner elnevezésű rendezvényen  brit színekben bemutatkozott Tunyogi Henriett magyar táncművész, koreográfus is. The Liver című 23 perces, szürrealista, avangard kisjátékfilmjét a kísérleti kategóriába nevezték be.

## Zsűri

### Versenyprogram

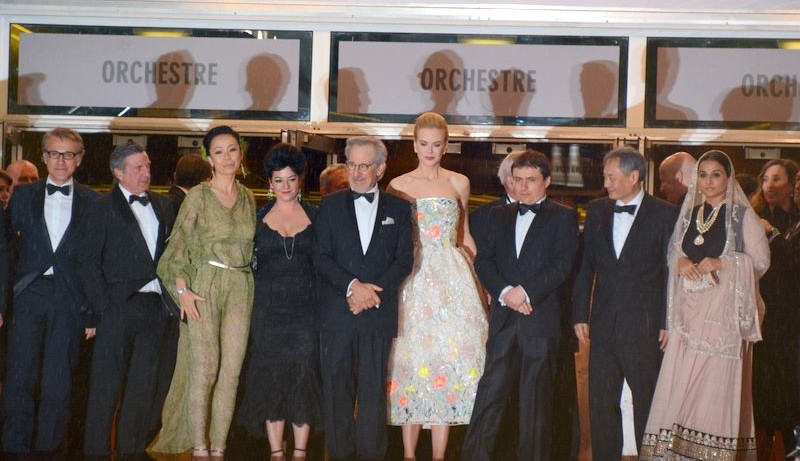
A nagyjátékfilmek versenyének zsűrije

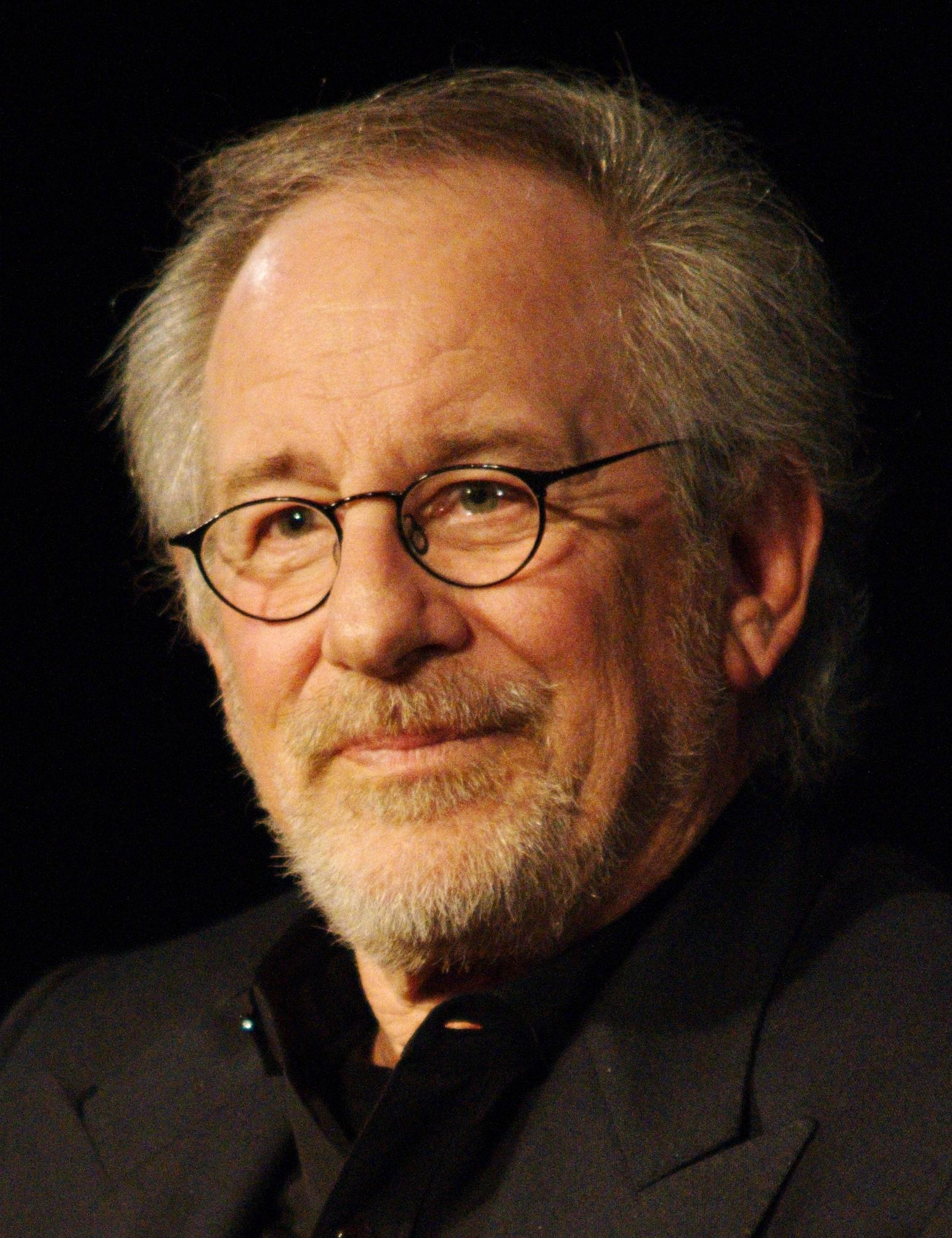
Steven Spielberg, a 2013-as cannes-i fesztivál elnöke

- Steven Spielberg rendező, producer –  Amerikai Egyesült Államok – a zsűri elnöke
- Daniel Auteuil színész –  Franciaország
- Vidya Balan színésznő –  India
- Kavasze Naomi filmrendező –  Japán
- Nicole Kidman színésznő –  Ausztrália
- Ang Lee filmrendező, producer, forgatókönyvíró –  Tajvan
- Cristian Mungiu forgatókönyvíró, rendező, producer –  Románia
- Lynne Ramsay forgatókönyvíró, rendező, producer –  Egyesült Királyság
- Christoph Waltz színész –  Ausztria

### Cinéfondation és rövidfilmek
- Jane Campion filmrendező –  Új-Zéland – a zsűri elnöke
- Maji-da Abdi színésznő, filmrendező, producer –  Etiópia
- Nicoletta Braschi színésznő, filmproducer –  Olaszország
- Nandita Das színésznő, forgatókönyvíró, filmrendező –  India
- Semih Kaplanoǧlu filmrendező, író, producer –  Törökország

### Un Certain Regard
- Thomas Vinterberg filmrendező –  Dánia – a zsűri elnöke
- Zhang Ziyi (Csang Ce-ji) színésznő –  Kína
- Ludivine Sagnier színésznő –  Franciaország
- Ilda Santiago, a Rio de Janeiró-i Nemzetközi Filmfesztivál igazgatója –  Brazília
- Enrique González Macho filmproducer –  Spanyolország

### Arany Kamera
- Agnès Varda filmrendező –  Franciaország – a zsűri elnöke
- Isabelle Coixet filmrendező –  Spanyolország
- Régis Wargnier filmrendező –  Franciaország
- Chloé Rolland filmkritikus (Francia Filmkritikusok Szervezete) –  Franciaország
- Michel Abramowicz operatőr –  Franciaország
- Eric Guirado forgatókönyvíró, filmrendező –  Franciaország
- Gwénolé Bruneau, a Film-, Audiovizuális és Multimédiás Ipari Szövetség képviselője –  Franciaország

## Hivatalos válogatás

### Nagyjátékfilmek versenye
- Behind the Candelabra (Túl a csillogáson) [19] – rendező: Steven Soderbergh
- Borgman – rendező: Alex van Warmerdam
- Grisgris – rendező: Mahamat-Saleh Haroun
- Heli – rendező: Amat Escalante
- Inside Llewyn Davis (Llewyn Davis világa) – rendező: Ethan és Joel Coen
- Jeune et jolie (Fiatal és gyönyörű) – rendező: François Ozon
- Jimmy P. [20] – rendező: Arnaud Desplechin
- La grande bellezza (A nagy szépség) – rendező: Paolo Sorrentino
- La Vénus à la fourrure (Vénusz bundában) – rendező: Roman Polański
- La vie d'Adèle (Adèle élete – 1–2. fejezet) – rendező: Abdellatif Kechiche
- Le passé (A múlt) – rendező: Aszhar Farhadi
- Michael Kohlhaas – rendező: Arnaud des Pallières
- Nebraska – rendező: Alexander Payne
- Only God Forgives (Csak Isten bocsáthat meg) – rendező: Nicolas Winding Refn
- Only Lovers Left Alive – rendező: Jim Jarmusch
- Szosite csicsi ni naru (A fiam családja) – rendező: Koreeda Hirokazu
- The Immigrant – rendező: James Gray
- Tian zhu ding (Tien csu ting) (A bűn érintése) – rendező: Jia Zhang Ke (Csia Csang Ko)
- Un château en Italie – rendező: Valeria Bruni Tedeschi
- Vara no tate [21] – rendező: Miike Takasi

### Nagyjátékfilmek versenyen kívül
- All Is Lost (Minden odavan) [19] – rendező: J.C. Chandor
- Blood Ties – rendező: Guillaume Canet
- Le dernier des injustes – rendező: Claude Lanzmann
- The Great Gatsby (A nagy Gatsby) – rendező: Baz Luhrmann
- Zulu – rendező: Jérôme Salle

#### Cannes-i klasszikusok

##### Restaurált kópiák
- Opium – rendező: Arielle Dombasle
- Charulata (Csaruláta) [19] – rendező: Satyajit Ray
- Kleopátra (Cleopatra) – rendező: Joseph L. Mankiewicz
- Fedora – rendező: Billy Wilder
- Goha – rendező: Jacques Baratier
- Szerelmem, Hirosima (Hiroshima mon amour) – rendező: Alain Resnais
- A tatárpuszta (Il deserto dei tartari) – rendező: Valerio Zurlini
- A szépség és a szörnyeteg (La Belle et la Bête) – rendező: Jean Cocteau
- A nagy zabálás (La grande bouffe) – rendező: Marco Ferreri
- Margó királyné (La reine Margot) – rendező: Patrice Chéreau
- Szép május (Le joli mai) – rendező: Chris Marker és Pierre Lhomme
- Cherbourgi esernyők (Les parapluies de Cherbourg) – rendező: Jacques Demy
- Lucky Luciano – rendező: Francesco Rosi
- Ragyogó napfény (Plein Soleil) – rendező: René Clément
- A szaké íze (Szanma no adzsi) – rendező: Ozu Jaszudzsiró
- Duddy Kravitz céljai (The Apprenticeship of Duddy Kravitz) – rendező: Ted Kotcheff
- Az utolsó szolgálat (The Last Detail) – rendező: Hal Ashby
- Az utolsó császár (The Last Emperor) [22] – rendező: Bernardo Bertolucci
- Szédülés (Vertigo) – rendező: Alfred Hitchcock
- Így látták ők (Visions of Eight) – rendező: Jurij Ozerov, Miloš Forman, Mai Zetterling, Claude Lelouch, Arthur Penn, Michael Pfleghar, John Schlesinger és Icsikava Kon

##### A World Cinema Foundation segítségévek felújított filmek
- A fuvaros (Borom sarret) [19][23] – rendező: Ousmane Sembene
- Maynila: Sa mga kuko ng liwanag – rendező: Lino Brocka

##### Strandmozi
- Bollywood – The Greatest Love Story Ever Told – rendező: Rakeysh Omprakash Mehra
- A cápa (Jaws) – rendező: Steven Spielberg
- Kisvárosi ünnep (Jour de fête) – rendező: Jacques Tati
- A nagy kékség (Le grand bleu) – rendező: Luc Besson
- Riói kaland (L’homme de Rio) – rendező: Philippe de Broca
- Felhőkarcoló szerelem (Safety Last!) – rendező: Fred C. Newmeyer és Sam Taylor
- Siméon – rendező: Euzhan Palcy
- Madarak (The Birds) – rendező: Alfred Hitchcock
- A generális (The General) – rendező: Buster Keaton
- A nők kedvence (The Ladies Man) – rendező: Jerry Lewis

##### A filmművészettel kapcsolatos rövid- és dokumentumfilmek
- Con la pata Quebrada – rendező: Diego Galán
- A Story of Children & Film – rendező: Mark Cousins
- Shepard & Dark – rendező: Treva Wurmfeld

#### Éjféli előadások
- Man Tam [24] – rendező: Johnnie To
- Monsoon Shootout – rendező: Amit Kumar

#### Különleges előadások
- Bombay Talkies [25] – rendező: Zoya Akhtar, Dibakar Banerjee, Karan Johar és Anurag Kashyap
- Max Rose [26] – rendező: Daniel Noah
- Muhammad Ali's Greatest Fight – rendező: Stephen Frears
- Né quelque part – rendező: Mohamed Hamidi
- Otdat konci [27] – rendező: Taiszija Igumenceva
- Sedotta e abbandonata (Elcsábítva és elhagyatva) – rendező: Pietro Germi
- Stop the Pounding Heart – rendező: Roberto Minervini
- Weekend of a Champion – rendező: Frank Simon

### Un Certain Regard
- As I Lay Dying – rendező: James Franco
- Bends – rendező: Flora Lau
- Dast-Neveshtehaa Nemisoosand [28] – rendező: Mohammad Rasoulof
- Death March – rendező: Adolfo Alix Jr.
- Fruitvale Station (A megálló) – rendező: Ryan Coogler
- Grand Central (Az erőmű) – rendező: Rebecca Zlotowski
- La jaula de oro – rendező: Diego Quemada-Diez
- Les salauds – rendező: Claire Denis
- L'image manquante – rendező: Rithy Panh
- L'inconnu du lac (Idegen a tónál) – rendező: Alain Guiraudie
- Miele – rendező: Valeria Golino
- My Sweet Pepperland – rendező: Hiner Saleem
- Norte, Hangganan ng kasaysayan – rendező: Lav Diaz
- Omar – rendező: Hany Abu-Assad
- Sarah préfère la course – rendező: Chloé Robichaud
- The Bling Ring (Lopom a sztárom) [19] – rendező: Sofia Coppola
- Tore tanzt (Tore tánca) – rendező: Katrin Gebbe
- Wakolda (A német doktor) – rendező: Lucía Puenzo

### Rövidfilmek versenye
- 37°4 S – rendező: Adriano Valerio
- Bishtar az do saat [29] – rendező: Ali Asgari
- Condom Lead – rendező: Mohammed Abu Nasser és Ahmad Abu Nasser
- Hvalfjordur [30] – rendező: Gudmundur Arnar Gudmunsson
- Inszeki to impotencu [31] – rendező: Szaszaki Omoi
- Mont Blanc – rendező: Gilles Coulier
- Olena – rendező: Elżbieta Benkowska
- Ophélia – rendező: Annarita Zambrano
- Safe – rendező: Moon Byoung-gon

### Cinéfondation
- Asinción – rendező: Camila Luna Toledo (Pontificia Universidad Católica,  Chile)
- Au-delà de l'hiver – rendező: Jow Zhi Wei (Le Fresnoy,  Franciaország)
- Babaga – rendező: Gan de Lange (Sam Spiegel Film and Television School,  Izrael)
- Contrafábula de una niña disecada – rendező: Alejandro Iglesias Mendizábal (Centro de Capacitación Cinematográfica,  Mexikó)
- Danse macabre – rendező: Małgorzata Rżanek (Akademia Sztuk Pięknych w Warszawie,  Lengyelország)
- Duet – rendező: Navid Danesh (Karnameh Film School,  Irán)
- En attendant le dégel – rendező: Sarah Hirtt (INSAS,  Belgium)
- Exil – rendező: Vladilen Vierny (La Fémis,  Franciaország)
- Going South – rendező: Jefferson Moneo (Columbia University,  Amerikai Egyesült Államok)
- În acvariu – rendező: Tudor Cristian Jurgiu (Universitatea de Artă Teatrală şi Cinematografică,  Románia)
- Mañana todas las cosas – rendező: Sebastián Schjaer (Universidad del Cine,  Argentína)
- Needle – rendező: Anahita Ghazvinizadeh (School of the Art Institute of Chicago,  Amerikai Egyesült Államok)
- O Šunce – rendező: Eliška Chytilová (Univerzita Tomáše Bati ve Zlíně,  Csehország)
- Pandy – rendező: Matúš Vizár (Filmová a televizní fakulta Akademie múzických umění v Praze,  Csehország)
- Seon – rendező: Kim Soo-Jin (Chung-Ang University,  Dél-Korea)
- Stepsister – rendező: Joey Izzo (San Francisco State University,  Amerikai Egyesült Államok)
- The Magnificent Lion Boy – rendező: Ana Caro (National Film and Television School,  Egyesült Királyság)
- The Norme of Life – rendező: Jevgenyij Bjalo (Viszsie kurszi Szcenarisztov i Rezsisszerov,  Oroszország)

## Párhuzamos rendezvények

### Kritikusok Hete

#### Nagyjátékfilmek
- Dabba (Ezerízű szerelem)[32] – rendező: Ritesh Batra
- For Those in Peril (Csak saját felelősségre) [19] – rendező: Paul Wright
- Los dueños – rendező: Agustín Toscano és Ezequiel Radusky
- Major [33] – rendező: Jurij Bikov
- Nos héros sont morts ce soir – rendező: David Perrault
- Salvo – rendező: Fabio Grassadonia és Antonio Piazza
- The Dismantling – rendező: Sébastien Pilote

#### Rövidfilmek
- Agit Pop – rendező: Nicolas Pariser
- Breathe Me – rendező: Han Eun-young
- Komm und spiel [34] – rendező: Daria Belova
- La lampe au beurre de yak – rendező: Hu Wei (Hu Vej)
- Océan – rendező: Emmanuel Laborie
- Pátio – rendező: Ali Muritiba
- Pleasure – rendező: Ninja Thyberg
- Tau Seru – rendező: Rodd Rathjen
- The Opportunist – rendező: David Lassiter
- Vikingar – rendező: Magali Magistry

#### Külön előadások
- Ain't Them Bodies Saints – rendező: David Lowery
- Les rencontres d’après minuit (Te és az éjszaka) – rendező: Yann Gonzalez
- Suzanne – rendező: Katell Quillévéré

### Rendezők Kéthete

#### Nagyjátékfilmek
- A Strange Course of Events – rendező: Raphaël Nadjari
- Après la nuit – rendező: Basil da Cunha
- Blue Ruin – rendező: Jeremy Saulnier
- El verano de los peces voladores – rendező: Marcela Said
- Henri – rendező: Yolande Moreau
- Ilo Ilo – rendező: Anthony Chen
- Jodorowsky’s Dune – rendező: Frank Pavich
- L’escale – rendező: Kaveh Bakhtiari
- La Danza de la realidad – rendező: Alejandro Jodorowsky
- La fille du 14 juillet (A júliusi randevú) – rendező: Antonin Peretjatko
- Le congrès – rendező: Ari Folman
- Les apaches – rendező: Thierry de Peretti
- Les garçons et Guillaume, à table! (Én, én és az anyám) – rendező: Guillaume Gallienne
- Magic Magic – rendező: Sebastián Silva
- On the Job – rendező: Erik Matti
- The Last Days on Mars (Mars – Az utolsó napok) – rendező: Ruairí Robinson
- The Selfish Giant – rendező: Clio Barnard
- Tip Top – rendező: Serge Bozon
- Ugly – rendező: Anurag Kashyap
- Un voyageur – rendező: Marcel Ophüls
- We Are What We Are – rendező: Jim Mickle

#### Rövidfilmek
- Gambozinos – rendező: João Nicolau
- Lágy eső – rendező: Nagy Dénes
- Le quepa sur la vilni! – rendező: Yann Le Quellec
- Man kann nicht alles auf einmal tun, aber man kann alles auf einmal lassen – rendező: Marie-Elsa Sgualdo
- O umbra de nor – rendező: Radu Jude
- Pouco mais de um mês – rendező: André Novais Oliveira
- Que je tombe tout le temps? – rendező: Eduardo Williams
- Solecito – rendező: Oscar Ruiz Navia
- Swimmer – rendező: Lynne Ramsay

## Díjak

### Nagyjátékfilmek
- Arany Pálma: La vie d'Adèle (Adèle élete – 1–2. fejezet) – rendező: Abdellatif Kechiche
- Nagydíj: Inside Llewyn Davis (Llewyn Davis világa) – rendező: Ethan és Joel Coen
- A zsűri díja: Szosite csicsi ni naru (A fiam családja) – rendező: Koreeda Hirokazu
- Legjobb rendezés díja: Heli – rendező: Amat Escalante
- Legjobb női alakítás díja: Bérénice Bejo – Le passé (A múlt)
- Legjobb férfi alakítás díja: Bruce Dern – Nebraska
- Legjobb forgatókönyv díja: Tian zhu ding (Tien csu ting) (A bűn érintése) – rendező: Jia Zhang Ke (Csia Csang Ko)

### Un Certain Regard
- Un Certain Regard-díj: L'image manquante – rendező: Rithy Panh
- A zsűri díja: Omar – rendező: Hany Abu-Assad
- A rendezés díja: L'inconnu du lac (Idegen a tónál) – rendező: Alain Guiraudie
- Egy bizonyos tehetség díja: La jaula de oro szereplőgárdája – rendező: Diego Quemada-Diez
- A jövő díja: Fruitvale Station (A megálló) – rendező: Ryan Coogler

### Rövidfilmek
- Arany Pálma (rövidfilm): Safe – rendező: Moon Byoung-gon
- A zsűri külön dicsérete (rövidfilm)(megosztva):
  - 37°4 S – rendező: Adriano Valerio
  - Hvalfjordur [30] – rendező: Gudmundur Arnar Gudmunsson

### Cinéfondation
- A Cinéfondation első díja: Needle – rendező: Anahita Ghazvinizadeh
- A Cinéfondation második díja: En attendant le dégel – rendező: Sarah Hirtt
- A Cinéfondation harmadik díja (megosztva):
  - În acvariu – rendező: Tudor Cristian Jurgiu
  - Pandy – rendező: Matúš Vizár

### Arany Kamera
- Arany Kamera: Ilo Ilo [35] – rendező: Anthony Chen

### Egyéb díjak
- FIPRESCI-díj:
  - La vie d'Adèle (Adèle élete – 1–2. fejezet) – rendező: Abdellatif Kechiche
  - Dast-Neveshtehaa Nemisoosand [28][36] – rendező: Mohammad Rasoulof
  - Blue Ruin [35] – rendező: Jeremy Saulnier
- Technikai nagydíj: Antoine Héberlé operatőr – Grigris
- Cannes-i Filmzene díj: Jozef van Wissem zeneszerző – Only Lovers Left Alive Halhatatlan szeretők
- Ökumenikus zsűri díja: Le passé (A múlt) – rendező: Aszhar Farhadi
- Ökumenikus zsűri külön dicsérete: Szosite csicsi ni naru (A fiam családja) – rendező: Koreeda Hirokazu
- Ifjúság díja: Nem került kiosztásra.
- François Chalais-díj: Grand Central (Az erőmű) [36] – rendező: Rebecca Zlotowski
- Queer Pálma: L'inconnu du lac (Idegen a tónál) [36] – rendező: Alain Guiraudie
- Chopard Trófea: Blanca Suárez, Jeremy Irvine

## Hírességek
Mathieu Amalric, Jacques Audiard, Daniel Auteuil, Alec Baldwin, Palvin Barbara, Bérénice Bejo, Orlando Bloom, Adrien Brody, Valeria Bruni Tedeschi, James Caan, Nicole Calfan, Guillaume Canet, Éric Cantona, Claudia Cardinale, Jessica Chastain, Christian Clavier, Ethan Coen, Joel Coen, Cheryl Cole, Grégoire Colin, Marion Cotillard, Cindy Crawford, Zhang Ziyi (Csang Ce-ji), Jiang Wu (Csiang Vu), Matt Damon, Rosario Dawson, Alain Delon, Catherine Deneuve, Julie Depardieu, Leonardo DiCaprio, Michael Douglas, Richard Dreyfuss, Kirsten Dunst, Jane Fonda, James Franco, Louis Garrel, Costa-Gavras, John Goodman, Ryan Gosling, David Hasselhoff, Garrett Hedlund, Liam Hemsworth, John Hurt, Jim Jarmusch, Alejandro Jodorowsky, Milla Jovovich, Marthe Keller, Nicole Kidman, Doutzen Kroes, David Kross, Andy Lau, Jennifer Lawrence, Virginie Ledoyen, Michel Legrand, Claude Lelouch, Jerry Lewis, Eva Longoria, Chiara Mastroianni, Fukujama Maszaharu, Mads Mikkelsen, Yolande Moreau, Carey Mulligan, Ornella Muti, Kim Novak, Natalia Oreiro, Clive Owen, François Ozon, Brian De Palma, Vincent Pérez, Joaquin Phoenix, Michel Piccoli, Freida Pinto, Roman Polański, Aisvarja Rai, Robert Redford, Keanu Reeves, Jeremy Renner, Emmanuelle Riva, Kristin Scott Thomas, Jackie Stewart, Max von Sydow, Tilda Swinton, Audrey Tautou, Christopher Thompson, Uma Thurman, Justin Timberlake, Johnnie To, James Toback, Benicio del Toro, Gaspard Ulliel, Emma Watson, Wim Wenders, Forest Whitaker